# Werner Fritschi (Fußballspieler)
Werner Fritschi (* 30. März 1933; † 27. Januar 2025) war ein deutscher Fußballspieler.

## Sportliche Laufbahn
Vom FC Rheinfelden wechselte der Mittelfeldspieler zum 1. FC Kaiserslautern, für den er ab 1951 in der Oberliga Südwest spielte. Nachdem Werner Fritschi ohne in der Deutschen Meisterschaftsendrunde 1953 eingesetzt zu werden mit dem FCK Deutscher Meister wurde, wechselte er zum in der Saison 1953/54 in der II. Division spielenden SSV Reutlingen 05. In seiner ersten Saison mit dem SSV gelang Fritschi der Aufstieg in die Oberliga Süd. Die Oberligasaison 1954/55 beendete Werner Fritschi mit dem SSV als Vizemeister. Dadurch erreichte Fritschi mit seinen Reutlingern die Teilnahme an der Qualifikationsrunde der Endrunde um die deutsche Meisterschaft 1955. Bei der 0:3-Niederlage gegen den SV Sodingen in der ersten Qualifikationsrunde fehlte Werner Fritschi dem SSV aufgrund einer Verletzung. In der zweiten Qualifikationsrunde gegen Wormatia Worms stand er in der Startelf des SSV Reutlingen und war dabei in der zweiten Halbzeit wegen einer erneuten Verletzung nicht mehr voll einsatzfähig. Am Ende der Oberligaspielzeit 1955/56 belegte Fritschi mit Reutlingen einen Abstiegsplatz und spielte somit in der Saison 1956/57 mit seiner Mannschaft in der II. Division. In dieser Spielzeit gelang ihm der direkte Wiederaufstieg in die Oberliga Süd. Darauf hielt Werner Fritschi bis zur Auflösung der erstklassigen Oberliga 1963 mit dem SSV Reutlingen die Klasse. Mit 192 Spielen für den SSV in der damals höchsten deutschen Spielklasse, in denen er 32 Tore erzielte, ist Fritschi der Rekordspieler des SSV Reutlingen in der Oberliga Süd. Nachdem sein Verein bei der Auswahl der Gründungsmitglieder der Bundesliga nicht berücksichtigt worden war, absolvierte Werner Fritschi für den SSV bis 1965 noch 7 Spiele in der damals zweitklassigen Regionalliga Süd. Nach seiner Laufbahn wurde er in Reutlinge sesshaft, als Trainer betreute er noch drei Jahre den örtlichen SV Ohmenhausen.